# AnnaSophia Robb
AnnaSophia Robb (Denver, Colorado, 1993. december 8. –) amerikai színésznő.
Legismertebb filmje a 2007-ben bemutatott a Híd Therabithia földjére c. fantasztikus film, amelyben Leslie Burke-öt alakította. Ehhez egy filmes lemez is készült, ahol AnnaSophia egy dalt is énekel Keep Your Mind Wide Open címmel. Majd A tíz csapás című thrillerben láthattuk Loren McConnellként, melyben Hilary Swankkel játszott együtt. 2008-ban a Hipervándorban és a Sleepwalking c. filmben szerepelt. Jelentős szerepet osztottak rá a Doubting Thomas (2008) és a Boszorkányhegy (2009) című filmekben is.

## Filmográfia

### Film
| Év   | Magyar cím              | Eredeti cím                       | Szerep                     | Magyar hang       | Rendező            |
| ---- | ----------------------- | --------------------------------- | -------------------------- | ----------------- | ------------------ |
| 2005 | Egy kutya miatt         | Because of Winn-Dixie             | India Opal Bulloni         | Talmács Márta     | Wayne Wang         |
| 2005 | Charlie és a csokigyár  | Charlie and the Chocolate Factory | Violet Beauregarde         | Kántor Kitty      | Tim Burton         |
| 2007 | Híd Terabithia földjére | Bridge to Terabithia              | Leslie Burke               | Csifó Dorina      | Csupó Gábor        |
| 2007 | A tíz csapás            | The Reaping                       | Loren McConnell            | Bánlaki Kelly     | Stephen Hopkins    |
| 2007 |                         | Have Dreams, Will Travel          | Cassie "Cass" Kennington   |                   | Brad Isaacs        |
| 2008 |                         | Spy School                        | Jackie Hoffman             |                   | Mark Blutman       |
| 2008 | Hipervándor             | Jumper                            | Millie Harris fiatalon     | Czető Zsanett     | Doug Liman         |
| 2008 | Alvajárók               | Sleepwalking                      | Tara Reedy                 | Kántor Kitty      | William Maher      |
| 2009 | A Boszorkány-hegy       | Race to Witch Mountain            | Sara                       | Kardos Eszter     | Andy Fickman       |
| 2010 |                         | The Space Between                 | Samantha "Sam" Jean McLeod |                   | Travis Fine        |
| 2011 | Életem a szörf          | Soul Surfer                       | Bethany Hamilton           | Csuha Borbála     | Sean McNamara      |
| 2013 | Az első igazi nyár      | The Way, Way Back                 | Susanna Thompson           | Andrusko Marcella | Nat Faxon          |
| 2013 | Khumba                  | Khumba                            | Tombi (hangja)             | Kardos Eszter     | Anthony Silverston |
| 2016 |                         | Jack of the Red Hearts            | Jacqueline "Jack" Ferguson |                   | Janet Grillo       |
| 2017 | A csőd szélén           | The Crash                         | Creason Clifton            | Csuha Borbála     | Aram Rappaport     |
| 2017 |                         | Freak Show                        | Mary Jane (Blah Blah Blah) |                   | Trudie Styler      |
| 2018 | Sötét folyosók          | Down a Dark Hall                  | Katherine "Kit" Gordy      | Csuha Borbála     | Rodrigo Cortés     |
| 2020 | Szavak a falakon        | Words on Bathroom Walls           | Rebecca                    | Gyöngy Zsuzsa     | Thor Freudenthal   |
| 2021 | Lansky                  | Lansky                            | Anne Lansky                |                   | Eytan Rockaway     |
| 2024 | Rebel Ridge             | Rebel Ridge                       | Summer McBride             | Csuha Borbála     | Jeremy Saulnier    |
| 2024 |                         | Holiday House                     | Anne Lansky                |                   | Shelley            |

### Televízió
| Év      | Magyar cím          | Eredeti cím                        | Szerep                                   | Megjegyzés         |
| ------- | ------------------- | ---------------------------------- | ---------------------------------------- | ------------------ |
| 2004    | Drake és Josh       | Drake & Josh                       | Liza                                     | 1 epizód           |
| 2004    | Barátság mindenáron | Samantha: An American Girl Holiday | Samantha Parkington                      | tévéfilm           |
| 2006    |                     | Danny Phantom                      | Danielle "Dani" Fenton / Fantom (hangja) | 1 epizód           |
| 2013–14 | Carrie naplója      | The Carrie Diaries                 | Carrie Bradshaw                          | címszerep          |
| 2014    | Robotcsirke         | Robot Chicken                      | Yasmin / Cleo (hangja)                   | 1 epizód           |
| 2016–17 |                     | Mercy Street                       | Alice Green                              | főszerep           |
| 2019    | A tett              | The Act                            | Lacey Hutches                            | főszerep           |
| 2020    | Kis tüzek mindenütt | Little Fires Everywhere            | Elena Richardson fiatalon                | 2 epizód           |
| 2020    |                     | The Expecting                      | Emma Fortner                             | főszerep           |
| 2021    |                     | Dr. Death                          | Michelle Shughart                        | főszerep (1. évad) |
| 2022    |                     | Ziwe                               | Jane Knight                              | 1 epizód           |
| 2025    |                     | Grosse Pointe Garden Society       | Alice                                    | főszerep           |